# III bitwa pod Kałuszynem
Bitwa pod Kałuszynem – bitwa stoczona 10 lipca 1831 roku podczas powstania listopadowego.
Kilka dni przed bojem spotkaniowym pod Mińskiem Mazowieckim przednia straż polskiego korpusu generała Wojciecha Chrzanowskiego stoczyła pod Kałuszynem bój z tylną strażą rosyjskiego korpusu Jewgienija Aleksandrowicza Gołowina. Siłami polskimi liczącymi 5 baonów, 13 szwadronów i 8 dział dowodził generał Bonifacy Jagmin.
Wojska polskie odniosły zdecydowane zwycięstwo biorąc do niewoli 1200 żołnierzy rosyjskich.